# Charles J. Pedersen

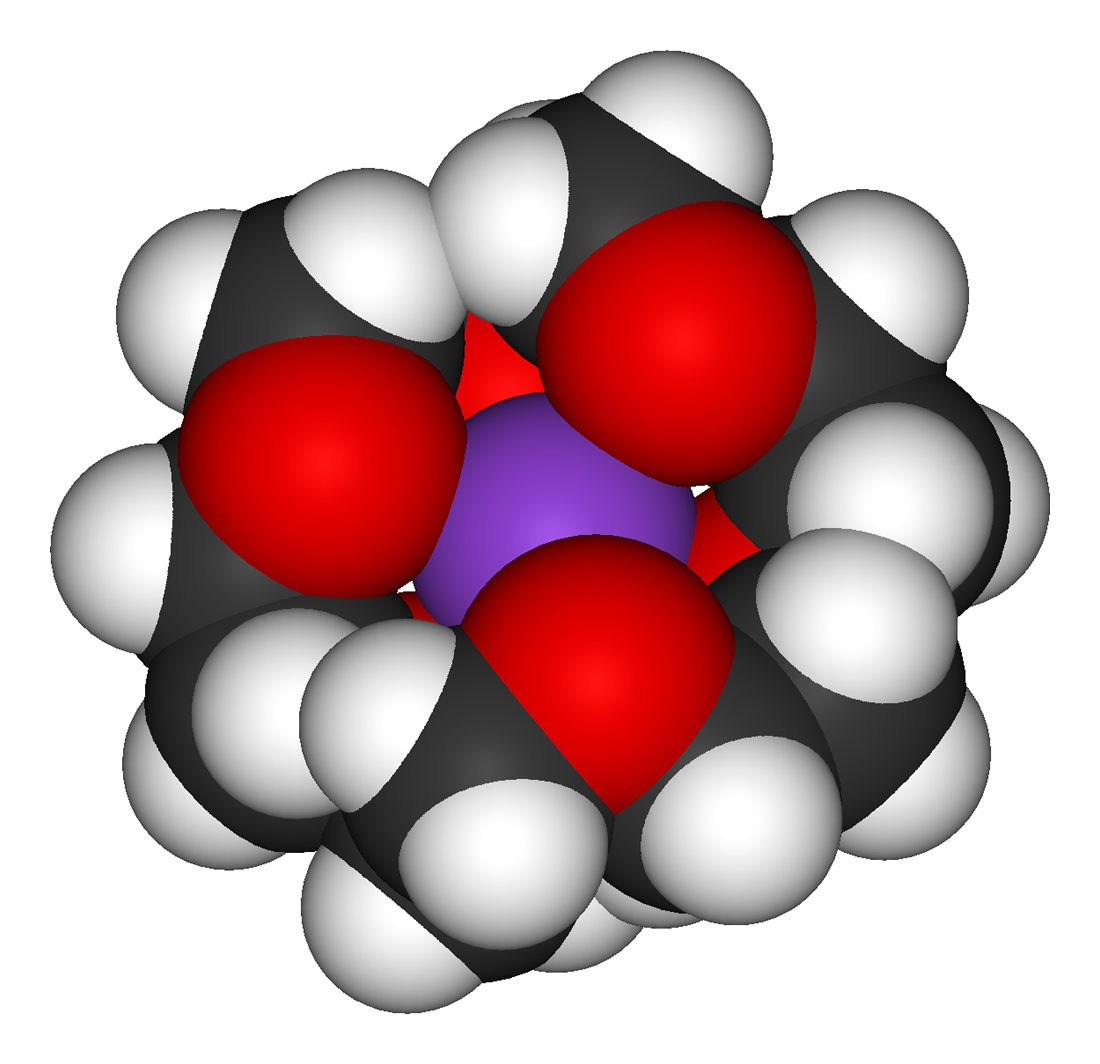
Ete vòng

Charles John Pedersen (3.10.1904 – 26.10.1989) là nhà hóa học người Mỹ nổi tiếng về việc mô tả các phương pháp tổng hợp ete vòng. Ông đã đoạt giải Nobel Hóa học năm 1987 chung với Donald J. Cram và Jean-Marie Lehn. Tên tiếng Nhật của ông là Yoshio (良男).

## Tiểu sử
Pedersen sinh tại Busan, trên bờ biển đông nam của Hàn Quốc, thời đó dưới quyền cai trị của Nhật Bản. Cha ông là người Na Uy còn mẹ ông là người Nhật. Ông theo gia đình về Nhật Bản khi còn nhỏ, và học trong một trường quốc tế là trường Saint Joseph College tại Yokohama.
Năm 1922, ông sang Hoa Kỳ học ngành kỹ thuật hóa học ở Đại học Dayton tiểu bang Ohio. Sau khi đậu bằng cử nhân, ông sang học tiếp ở Học viện Công nghệ Massachusetts và đậu bằng thạc sĩ ngành hóa hữu cơ. Mặc dù các giáo sư khuyến khích ông nên học tiếp để lấy bằng tiến sĩ ở đây, nhưng Pedersen đã quyết định bắt đầu sự nghiệp của mình, một phần vì ông không muốn xin người cha hỗ trợ tài chính. Ông là một trong số ít người đoạt được giải Nobel trong khoa học mà không có bằng tiến sĩ.

## Sự nghiệp
Năm 1927, Pedersen bắt đầu làm việc cho công ty hóa chất DuPont và ở lại đây suốt 42 năm cho tới khi nghỉ hưu ở tuổi 65. Công trình nghiên cứu của ông tại DuPont đã mang lại 25 bài chuyên khảo khoa học và 65 bằng sáng chế. Năm 1967 ông xuất bản 2 tác phẩm mà ngày nay được coi là cổ điển; chúng mô tả các phương pháp tổng hợp các ete vòng (cyclic polyethers). Các phân tử có hình chiếc bánh rán nhỏ (doughnut) là hợp chất đầu tiên trong một loạt các hợp chất đặc biệt đã hình thành cấu trúc ổn định với các ion kim loại kiềm.

## Giải thưởng
Năm 1987 ông được trao giải Nobel Hóa học chung với Donald Cram và Jean-Marie Lehn cho công trình của ông trong lãnh vực này; Cram và Lehn mở rộng thêm các phát hiện nguyên thủy của ông.

## Cuối đời
Năm 1983 Pedersen bị chẩn đoán là mắc u tủy (myeloma), và mặc dù ngày càng trở nên yếu đuối, nhưng ông vẫn du hành tới Stockholm để nhận giải Nobel vào cuối năm 1987.
Ông từ trần ngày 26.10.1989 tại Salem, New Jersey.